# Poiana (Livezi), Bacău
Poiana este un sat în comuna Livezi din județul Bacău, Moldova, România.